# Forsmossa
Forsmossa (Cinclidotus fontinaloides) är en bladmossart som beskrevs av Palisot de Beauvois 1805. Forsmossa ingår i släktet Cinclidotus och familjen Cinclidotaceae. Enligt den svenska rödlistan är arten nära hotad i Sverige. Arten förekommer i Götaland, Gotland, Öland, Svealand och Nedre Norrland. Artens livsmiljö är våtmarker, sjöar och vattendrag, stadsmiljö. Inga underarter finns listade i Catalogue of Life.

## Bildgalleri

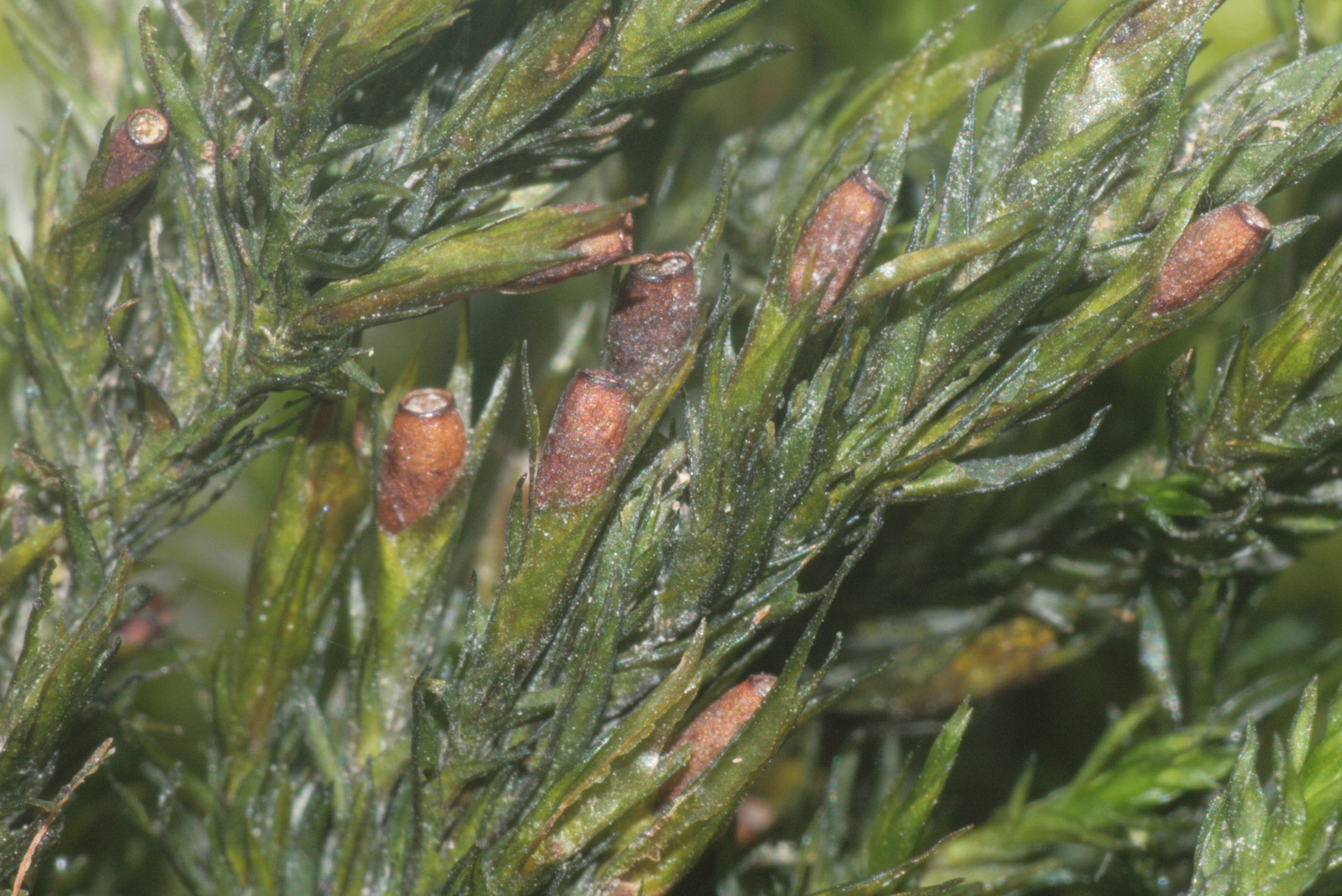
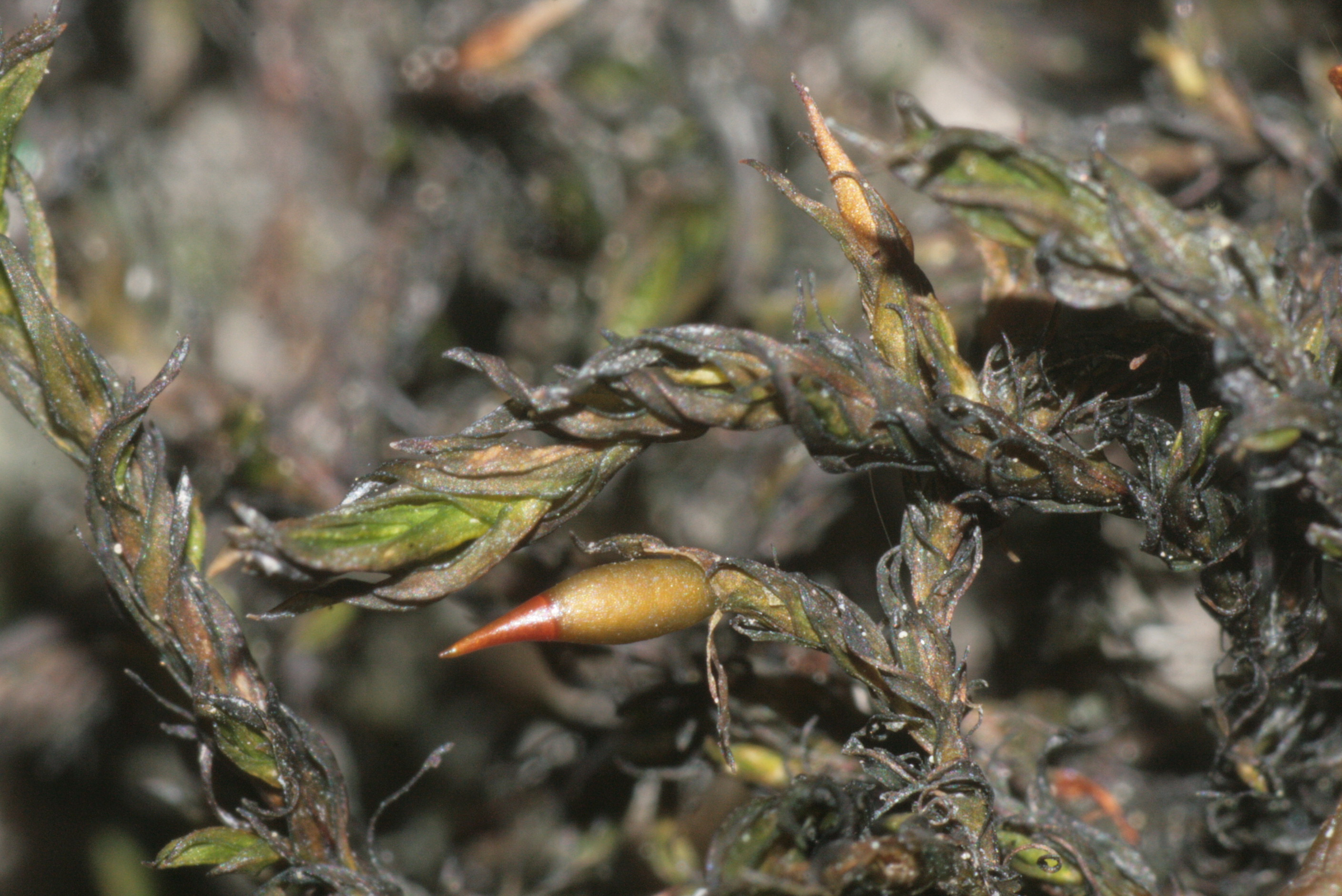
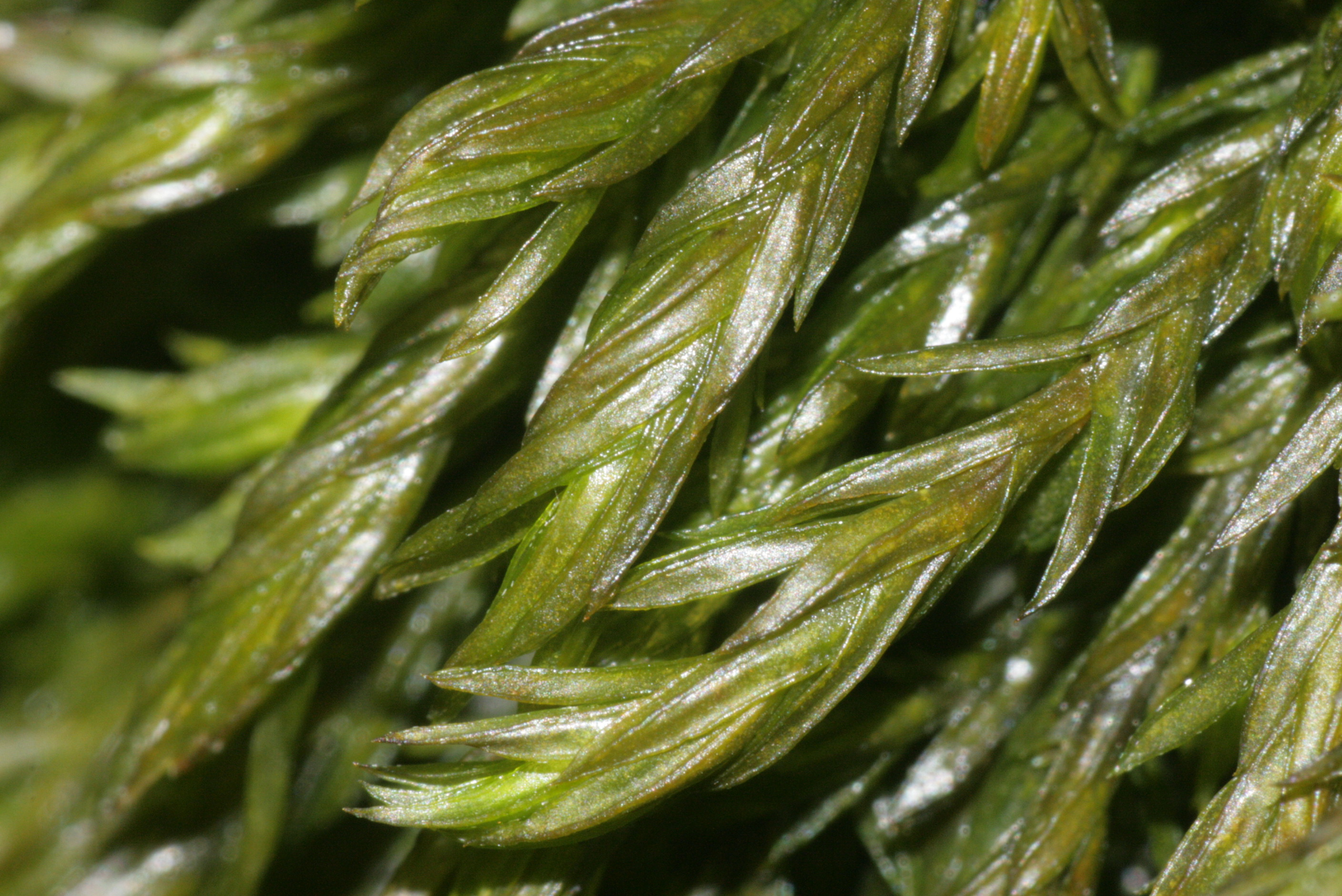
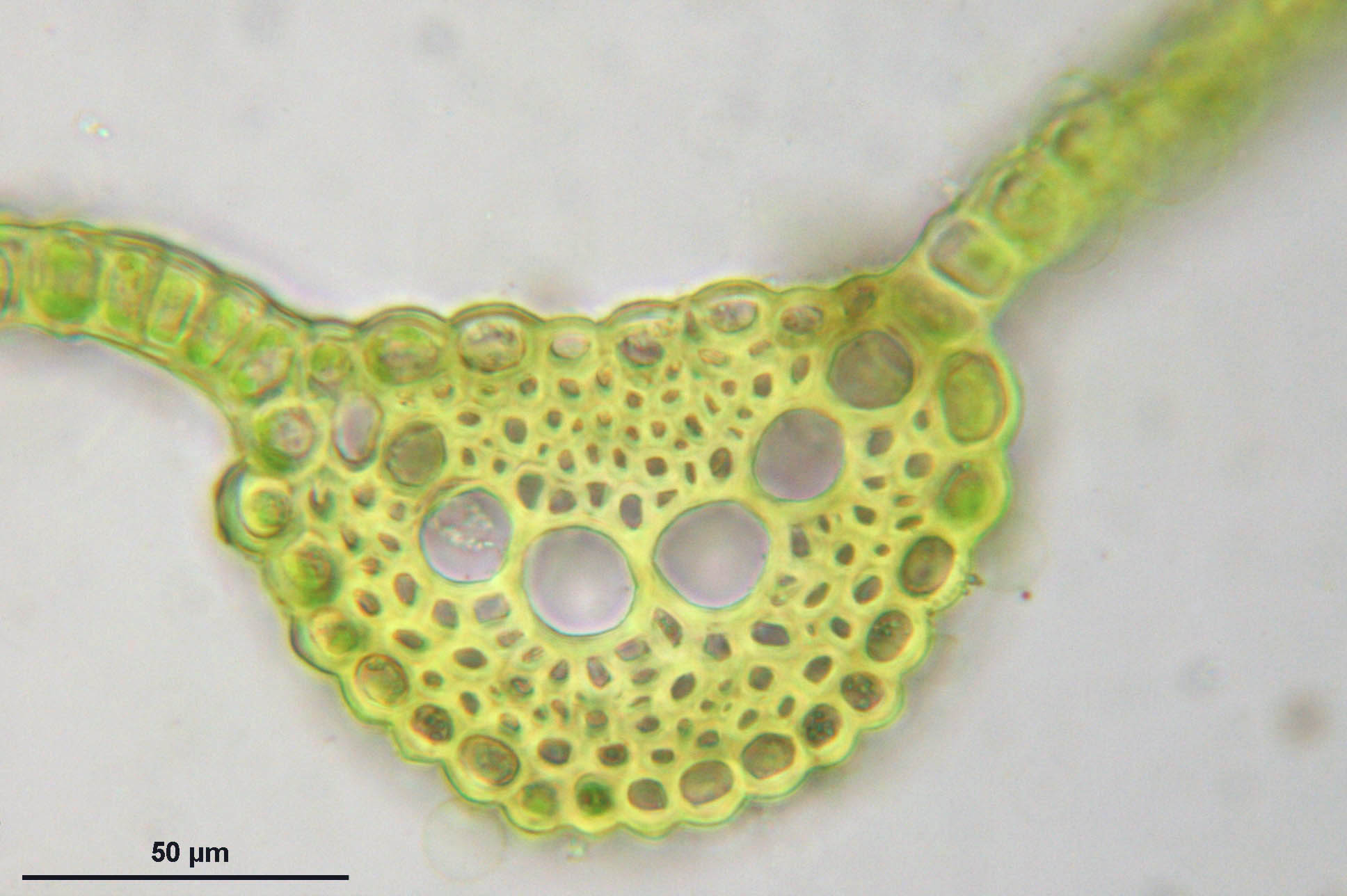
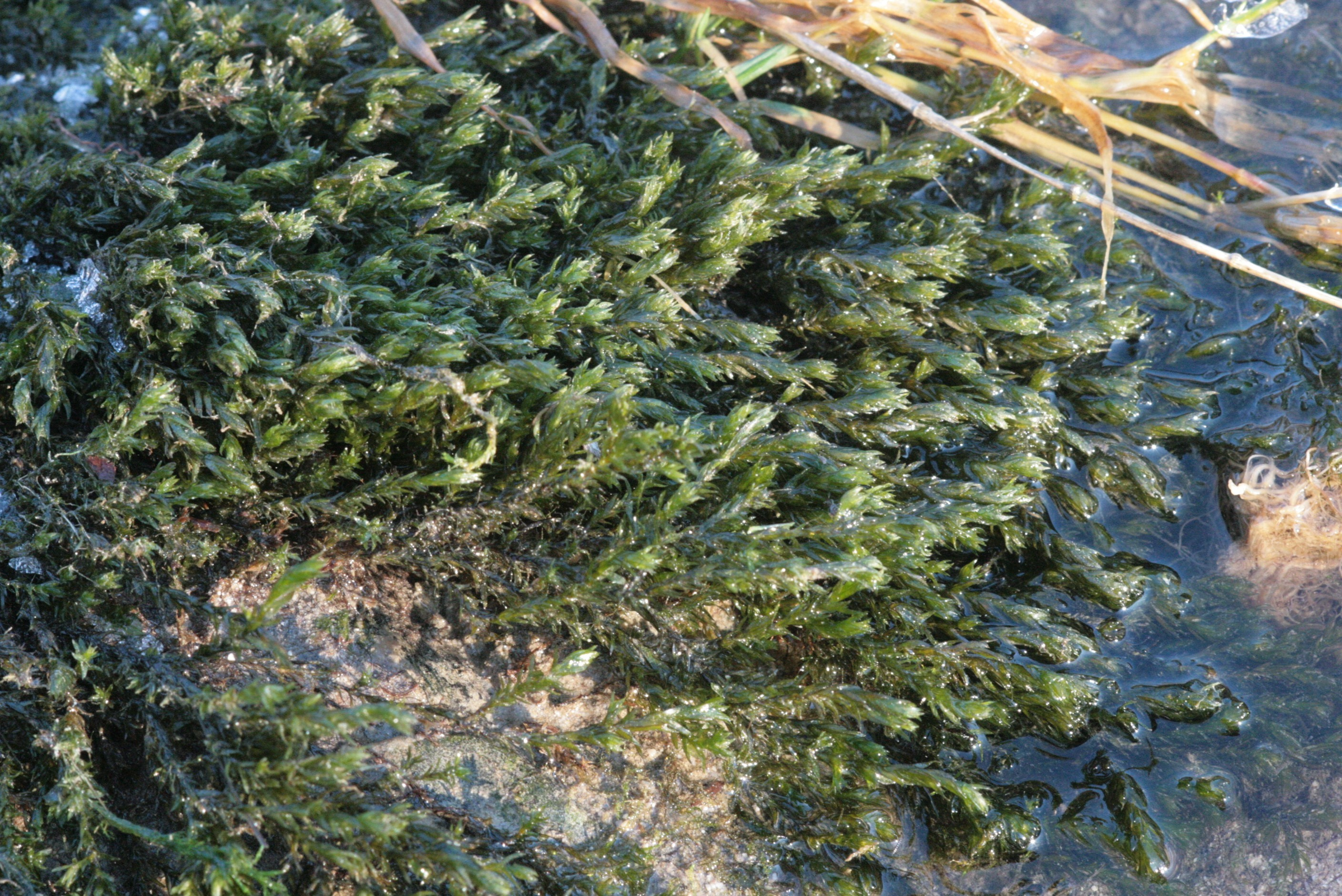